# (212960) 2009 BB66
(212960) 2009 BB66 es un asteroide perteneciente al cinturón de asteroides, región del sistema solar que se encuentra entre las órbitas de Marte y Júpiter.
Fue descubierto el 20 de enero de 2009 por el equipo del proyecto Spacewatch desde el observatorio Nacional de Kitt Peak.

## Designación y nombre
Designado provisionalmente como 2009 BB66.

## Características orbitales
(212960) 2009 BB66 está situado a una distancia media del Sol de 2,849 ua, pudiendo alejarse hasta 2,972 ua y acercarse hasta 2,727 ua. Su excentricidad es 0,043 y la inclinación orbital 3,202 grados. Emplea 1756,73 días en completar una órbita alrededor del Sol.

## Características físicas
La magnitud absoluta de (212960) 2009 BB66 es 16,52.